# 황금주 (술)
황금주(黃金酒)는 '술 빛깔이 황금처럼 밝은 노란색을 띤다'고 하여 붙여진 이름이며, '생활주'로써 널리 민가에 보급된 서민용 술이다. 산가요록, 수운잡방, 음식디미방 등의 고문헌에 수록돼 있다.